# Giancarlo Guardabassi
Giancarlo Guardabassi (Foligno, 21 agosto 1937 – Francavilla d'Ete, 17 luglio 2024) è stato un disc jockey, cantante e paroliere italiano.

## Biografia

### Le origini

Giancarlo Guardabassi e Anna Carini durante una pausa di "Count Down", negli studi di Radio Rai.

Figlio del conte Giunio Alberto Guardabassi (medico condotto) e della baronessa Orietta Danzetta, Giancarlo Guardabassi ebbe origine da un'antica famiglia perugina (a Perugia, abitava proprio in via Guardabassi, così chiamata in onore del trisavolo, il senatore Francesco Guardabassi, eroe risorgimentale del capoluogo umbro).
Negli anni cinquanta frequentò il liceo classico in via Guardabassi a Perugia e successivamente si laureò in Giurisprudenza presso l'Università degli Studi di Perugia, dove inizialmente intraprese l'attività forense presso un noto studio legale.
Nel novembre 1958 vinse il Concorso Nazionale di Musica Leggera Edera d'Oro di Collescipoli.

### Gli inizi come cantante
Nella prima metà degli anni sessanta l'amico e pianista perugino Claudio Mantovani presentò Giancarlo Guardabassi al musicista Bruno Zambrini, che a sua volta organizzò un'audizione con il talent-scout e autore Franco Migliacci. Nella casa romana di Migliacci, Guardabassi sostenne un'audizione, alla quale seguì il primo contratto discografico con la RCA Italiana. Se ti senti sola, canzone che presentò al Cantagiro del 1964, arrivò ai primi posti della classifica italiana di vendita. Fra gli altri suoi successi Sulamente 'a mia, canzone con la quale partecipò al Festival di Napoli del 1964 in coppia con Claudio Villa, Da' retta a me, A me piace tua figlia, Torna Torna Torna. Sempre nel 1964 partecipò, con la canzone Ma sei mia, al concorso radiotelevisivo Festival delle rose.
Guardabassi incise alcuni successi anche in lingua spagnola e, dopo una tournée in Argentina e Brasile, i suoi brani vennero trasmessi nelle radio del Sud e Centro America, dove divenne noto in particolare in Argentina, Cile e Cuba. Nell'isola caraibica, in quella che venne denominato la "decada prodigiosa", Giancarlo Guardabassi veniva presentato alla radio con il suo vero nome o preferibilmente con il nome adattato di Juan Carlos Guardaban.

### Canzoni scritte da Giancarlo Guardabassi
Giancarlo Guardabassi è stato anche autore di testi per canzoni (talvolta con lo pseudonimo di Anassandro). 

### Autore di spettacoli
Nel 1971 Giancarlo Guardabassi fu l'ideatore di uno spettacolo interamente dedicato a Gigliola Cinquetti dal titolo "Ma l'amore sì", per la regia di Maurizio Corgnati.
Nel 1975 Guardabassi scrisse i testi per lo spettacolo dal vivo Concerto d'estate - Dal vivo dalla Bussola, a cui parteciparono Marcella Bella, Sandro Giacobbe, Gigliola Cinquetti, Loredana Bertè, Al Bano e Romina Power e dal quale venne tratto un album di un certo successo discografico.

### Autore televisivo
Giancarlo Guardabassi fece diverse esperienze come autore televisivo, tra il 1971 e il 1978, per programmi in onda sui due canali Rai allora esistenti.

### La radio

Giancarlo Guardabassi intervistato da Paolo Ferrari

Negli anni sessanta Giancarlo Guardabassi iniziò la carriera di disc jockey radiofonico a Radio Rai conducendo programmi musicali importanti come Countdown insieme a Anna Carini, durante il quale presentava in anteprima brani mai arrivati in Italia e che divenne un punto di riferimento per i giovani dell'epoca; Gli amici della settimana, con i migliori pezzi della settimana, condotto in alternanza con Renzo Nissim, Adriano Mazzoletti, Renzo Arbore, Giuliana Calandra, per la regia di Maurizio Costanzo; Il mattiniere, in onda nel 1968 con inizio alle ore 6 del mattino, che divenne un punto di riferimento per il risveglio degli italiani, condotto insieme a Federica Taddei e Adriano Mazzoletti e durante il quale venivano proposte le ultime novità musicali italiane e straniere; Discosfida, in cui Guardabassi realizzò la prima intervista nella carriera di Vasco Rossi, che presentava il suo album di esordio "Ma cosa vuoi che sia una canzone"; il programma di maggior successo di Guardabassi fu Dischi caldi, una vera trasmissione cult nella storia della radiofonia in Italia.

#### Dischi caldi
Per la regia di Enzo Lamioni, di questo programma Guardabassi fu autore e conduttore.  La prima puntata di Dischi caldi andò in onda il 7 ottobre 1973 su Radio 1. Nel corso del programma venivano proposti i brani collocati a partire dal nono fino al sedicesimo posto delle classifiche di vendita italiane. I dischi caldi erano appunto i dischi che si scaldavano, pronti per entrare nella Hit Parade di Lelio Luttazzi, programma che per un breve periodo condusse lo stesso Guardabassi. Il grido di Guardabassi "Forza Perugiaaa", divenne noto agli italiani al punto che Ilario Castagner, l'allora allenatore della squadra di calcio del Perugia del presidente Franco D'Attoma, ringraziò pubblicamente il conduttore, durante la festa per la promozione in Serie A del Perugia, tenutasi a Piazza IV Novembre alla presenza di una grande folla di tifosi, poiché spronava la squadra prima di scendere in campo. Frasi come "Dal più giovane al più vecchio: tutti orecchio all'apparecchio!" o "non li canta la Tebaldi ma son caldi caldi caldi", figure come "il Grifo di Annifo" e "la Cozza dei Trasimeno" sono entrati nell'immaginario degli ascoltatori dell'epoca.
Guardabassi rese celebre anche il paese di Francavilla d'Ete e i suoi personaggi più tipici di allora. Francavilla era un comune semisconosciuto di circa mille abitanti in provincia di Fermo, del quale Guardabassi decantava le lodi, raccontava gli aneddoti e dove coltivava degli interessi, divenendo il luogo in cui ha fondato la sua attività più longeva.
Dischi caldi venne interrotto nel 1976, come anche il contemporaneo programma Hit Parade condotto da Lelio Luttazzi, che Guardabassi aveva sostituito per un breve periodo nel giugno del 1970, quando Luttazzi venne arrestato, insieme all'amico e attore Walter Chiari, con l'accusa di detenzione e spaccio di stupefacenti. La vicenda giudiziaria vide Luttazzi completamente scagionato dall'accusa ed estraneo ai fatti.
La trasmissione Dischi caldi fu interrotta al suo culmine, quando era seguita da una media di circa 6 milioni di ascoltatori al giorno.
Alcuni critici hanno considerato Giancarlo Guardabassi un precursore di molti conduttori radiofonici moderni, un anticipatore di quello stile spigliato e da disc-jockey all'americana che da lì in avanti sarebbe stato recepito anche dalle nascenti emittenti private e da molti suoi interpreti. Ritmo serrato, rapidi sketch con personaggi frutto di fantasia interpretati sempre da Guardabassi, come il popolare perugino Peppin de Sguilla e soprattutto come l'alter ego Giambasso, con il quale interloquiva in una rapida sovrapposizione di voci, con uno stile rapido e personale, hanno reso Dischi caldi un programma importante e innovativo del panorama radiofonico nazionale.
Anche in Dischi caldi, come nella "Hit Parade" di Lelio Luttazzi, c'era la tendenza a parlare sopra il brano in corso per nominarne titolo e interprete, evitando di sovrapporsi alle parti cantate e sfruttando le sole pause musicali.
Giancarlo Guardabassi può essere considerato uno dei primi disc jockey italiani, grazie al suo stile giovanile e moderno.

### Il Festival di Sanremo 1976
Nel 1976, sull'onda del successo radiofonico, Giancarlo Guardabassi fu scelto dal patron Vittorio Salvetti per presentare l'edizione numero XXVI del Festival di Sanremo, al fine di rilanciare la manifestazione, che nel 1975 aveva conosciuto il suo anno peggiore. La scelta ricadde su Guardabassi dopo che Domenico Modugno, inizialmente designato alla conduzione, si ritirò per motivi personali a pochi giorni dall'evento. Guardabassi fu costretto a preparare il festival in pochi giorni. Domenico Modugno intervenne poi nella serata finale come ospite principale e si esibì dal vivo eseguendo alla chitarra un medley dei suoi successi.
Questa fu l'ultima edizione del Festival trasmessa in bianco e nero alla televisione italiana.Il Festival era organizzato in tre serate, il 20, 21 e 22 febbraio.
Per la prima volta nella storia del Festival il conduttore non salì mai sul palcoscenico, ma rimase sempre seduto a un tavolo ai piedi del palco stesso, di spalle a una colonna e rivolto alla scena: Guardabassi condusse la trasmissione come se fosse alla radio, non guardando mai la telecamera, affiancato da due assistenti diverse per ognuna delle tre serate, che non parlavano mai. La conduzione fu in stile moderno, tipico dei deejay all'americana, ai quali egli si ispirava.
Le serate del 20 e 21 furono trasmesse sul secondo programma della Radio Nazionale, la serata finale del 22 fu trasmessa in diretta televisiva sulla RAI. La registrazione video della serata conclusiva del Festival, l'unica ad andare in onda in diretta sul canale Nazionale alle 20:30, è andata perduta in un incendio dell'archivio Rai di Torino. Esistono solamente alcune versioni trasmesse da televisioni straniere e a colori, grazie alla Mondovisione Rai, con il commento del traduttore simultaneo in lingua spagnola. Questa edizione del Festival fu vinta da Peppino Di Capri.

### La nascita di Radio Aut Marche
Il 1º agosto 1976 Giancarlo Guardabassi fondò insieme all'amico Goffredo Luciani Radio Aut Marche, una radio privata della quale è stato editore, direttore, conduttore e disc jockey.
Il 5 luglio 2006 Radio Aut Marche ha ricevuto un riconoscimento dall'Aeranti Corallo, un'associazione delle emittenti private radio-televisive.
Le attività della radio sono state di fatto tutte sospese alla fine del 2019, con la chiusura delle trasmissioni in diretta.

### Il GG Show
Dalla fine degli anni settanta alla fine degli anni novanta, Giancarlo Guardabassi girò l'Italia con il suo "GG Show". Lo spettacolo, ogni anno differente, veniva presentato in una piazza; Guardabassi conduceva lo spettacolo accompagnato da un'orchestra musicale e da cantanti, ballerine e comici. Nelle ultime edizioni partecipò allo show un giovane Neri Marcorè come cantante e imitatore.

### Morte
Guardabassi muore a Francavilla d'Ete, nel fermano, il 17 luglio 2024 all'età di 86 anni.

## Discografia interprete

### 45 giri
- 1964: Da' retta a me/Sulla terra ho solo te (ARC, AN 4002)
- 1964: Se ti senti sola/Io non ti ho saputo amare (ARC, AN 4016)
- 1964: Sulamente 'a mia/Non posso più resistere (ARC, AN 4020)
- 1964: Solamente mia/Ma sei mia (ARC, AN 4026)
- 1965: Un uomo tanto solo/Torna, torna, torna! (ARC, AN 4048)
- 1967: A me piace tua figlia/A cosa serve (Mustang, CM 30.002)
- 1975: Forza Perugia!!!/Piazza IV Novembre (CP Records CP 0023)

### EP
- 1957: Mirella / Le tue labbra tremano / Sei tu quell'angelo / Altalena di primavera (Sire Records RPD 1015)
- 1964: Si te sientes sola / No te he sabido amar / Solamente Mia / No puedo más (RCA Victor Spagna 3.20838)
- 1965: Vuelve Vuelve Vuelve / Solamente mia / Si Te Sientes Sola / Permanentemente Solitario (RCA Victor Argentina 3AE 3432)

### LP
- 1964: I successi dell'estate '64: Se ti senti sola (ARC, ALP 11001)
- 1964: Auguri dalla RCA italiana: Ma sei mia (RCA Italiana, SPEC 4)
- 1964: La RCA italiana presenta i dischi per le vacanze '64: Se ti senti sola (Rca Italiana, SPEC - 3)
- 1964: Le belle famiglie: Caro amore mio (RCA) Colonna sonora originale del film Le belle famiglie (1964) di Ugo Gregoretti.
- 1964: Due mafiosi nel Far West: Fuoco nel cielo - Colonna sonora originale del film Due mafiosi nel Far West (1964) di Giorgio Simonelli, con Franco Franchi e Ciccio Ingrassia. Coro de I Cantori Moderni di Alessandroni (Digitmovies, CDDM156 Italia)
- 1964: Italiani brava gente: Italiano Karascio cantata in coppia con Teddy Reno - Colonna sonora originale del film Italiani brava gente (1965) di Giuseppe De Santis (Rca Italiana, PML10382)
- 1965: Festival de la cancion de la Italia Inmortal: Vuelve Vuelve Vuelve (RCA Victor Argentina, AVLP-3616)
- 1965: Los 6 Exitos de Italia: Si Te Sientes Sola (RCA Victor Argentina, MED 125)
- 1965: Benissimo: Se ti senti sola (RCA Victor Brasile, BBL-169)
- 1965: Ti amo: Solamente mia (RCA Victor Brasile, BBL-170)
- 1965: Cantagiro: Sulla terra ho solo te / Sulamente 'a mia / Da' retta a me (RCA Victor Brasile, BBL-173)
- 1966: Explosivamente Bailable!!: Vuelve Vuelve Vuelve (RCA Victor Argentina, AVLP-3639)
- 1966: Sucessos de nossos dias (dalla collezione 'La bella musica italiana'): Se ti senti sola (RCA Victor Brasile, BMIS-7)

### CD
- 1993: Quei favolosi anni '60 - 1964 - 1: Se ti senti sola  (Fabbri Editori, QFAS 50)
- 2000: Quei favolosi anni '60 - 1964 - 1: Solamente Mia  (RCA, 7432173409-2, BMG Brasile, 7432173409-2)
- 2009: Grandes De Italia... Los 60: Torna Torna Torna (Magenta Discos, B004RCMYXS)
- 2010: Due Mafiosi nel Far West - I 2 sergenti del Generale Custer (OST): Fuoco Nel Cielo,  Colonna sonora originale del film Due mafiosi nel Far West (1964) di Giorgio Simonelli, con Franco Franchi e Ciccio Ingrassia. Coro de I Cantori Moderni di Alessandroni (Digitmovies, CDDM156)
- 2013: Original Recordings - Anni '60, Vol.1: Da' retta a me / Sulla terra ho solo te (RCA Records Label, ASIN: B00HHB7878)

## Discografia autore
- 1964 - Gianni Morandi - Se puoi uscire una domenica sola con me (RCA Italiana - PM 3263)
- 1965 - Massimo Ranieri - Preghiera per lei / Cento ragazzine (CGD, N 9688)
- 1965 - Mariolino Barberis - ll Duca della luna, arrangiamento di Ennio Morricone (ARC, AN 4056)
- 1965 - Donatella Moretti - Non m'importa più (RCA Italiana, PM 3319)
- 1965 - Fabrizio Ferretti - Non ce la faccio più (Rifi, RFN NP 16104)
- 1966 - Mariolino Barberis - Spiaggia D'Argento (canzone vincitrice del Cantagiro 1966, girone giovani) (ARC, AN 4087)
- 1966 - Nini Rosso - Concerto per un addio (Sprint, Sp A 5555)
- 1966 - Donatella Moretti - Se un ragazzo pensa a te (Parade, PRC 5011)
- 1966 - Nico Fidenco - Piangere (Parade, PRC 5005)
- 1966 - Mimì Bertè - Quattro settimane (Durium, QCA 1361)
- 1966 - Peppino Gagliardi - Un atto di dolore (Jolly, J 20332)
- 1967 - Massimo Ranieri - Pietà per chi ti ama (canzone vincitrice del Cantagiro edizione 1967) / No mamma (CGD, N 9652)
- 1967 - Little Tony - Mulino a vento (canzone partecipante al IX Festival della Canzone Mediterranea di Barcellona) (Durium, Ld A 7532)
- 1967 - Alberto Lupo - Io ti amo / Certe volte (Fonit Cetra, SP 1350)
- 1967 - Gianni Meccia - Dint'a l'arca 'e Noè (canzone partecipante al XV Festival di Napoli) / Paola B. (Mustang, CM 30003)
- 1967 - Jimmy Fontana - T'aspetterò (ARC, AN 4176)
- 1967 - Sergio Leonardi - Il sole (Derby, DB 5190)
- 1967 - Robertino - Mi porterò la banda (Carosello, Cl 20184)
- 1967 - Guido Renzi - Chilimandjaro (R.T.Club, RT 1544)
- 1967 - Mario Nascimbene - Il tuo sguardo atomico - End title song (tratto dalla colonna sonora originale del film "Dick Smart 2.007" di Franco Prosperi - 1967) (Cinedelic Records, CHLP 1004)
- 1967 - Nino Rota - Mascherata di Studenti / La Bisbetica Domata (Din-Don-Dan) (tratto dalla colonna Sonora Originale del Film 'La Bisbetica Domata' di Franco Zeffirelli - 1967)
- 1967 - Rocky Roberts - Dietro - front (Durium, CN A 9270)
- 1968 - Dori Ghezzi - Casatschok (canzone partecipante al Cantagiro 1969) (Durium, Ld A 7606)
- 1968 - Claudio Villa - Povero cuore (canzone partecipante a Canzonissima 1968 (Fonit Cetra, SP 1371)
- 1968 - Andee Silver - L'amore dice ciao (tratto dalla colonna sonora del film di Pasquale Festa Campanile "La matriarca", musiche di Armando Trovajoli) (Joker, M 7020)
- 1968 - Alberto Lupo - Per te amore / L'ultima parola (Cetra, SP 1375)
- 1968 - Tony Del Monaco - Una piccola candela (CGD, N 9675)
- 1968 - Corrado Francia - Gli Uomini (Fonit, SPF 31211)
- 1968 - Gerico - Il Mondo In Mano A Noi (sigla della trasmissione televisiva "99/100") (Arc - AN 4114)
- 1968 - Rocky Roberts - Al fuoco
- 1968 - Massimo Ranieri - Ma l'amore cos'è (CGD, N 9674)
- 1969 - Massimo Ranieri - Cielo blu (CGD, N 9710)
- 1969 - Tony Del Monaco - Peccato (Dischi Ricordi, 10-542)
- 1969 - Paolo Mengoli - Batticuore (JET, JT-4015)
- 1969 - Al Roscani - Il sole scende giù (Hilton Record, NP 45 10002)
- 1969 - Christy - Il tango dell'addio (RCA Italiana, PM 34929
- 1969 - Gianni Magni - Il grattacielo (CGD, N 9742)
- 1969 - Rosanna Negri - Quel giorno d'illusione / Il calendario (canzoni partecipanti a Un Disco Per L'Estate) (Durium, Ld A 7618)
- 1969 - Fabienne - Prima ballerina / Mai senza te (Durium, LD A 7659)
- 1969 - Monica Riva - Il primo disco (Durium, Ld A 7617)
- 1970 - Monica Riva - Carnevale a Mosca (Disco Grem, GN 2301)
- 1970 - I Cugini di Campagna - Il ballo di Peppe (Pull, ZL 50092)
- 1970 - Elisio - Un segno sulla sabbia / Nostalgia nel cuore (JET, JT 4022)
- 1971 - Orchestra Walter Rizzati - Fantasia Della Natura (Pinciana, PM 003)
- 1971 - Gli Alunni Del Sole - Carezze (sigla del programma televisivo "Su Di Giri") (Produttori Associati, PA/NP 3194)
- 1971 - Mino Reitano - La Leggenda di Tara Poki (tratto dalla colonna sonora originale del film "Tara Pokì" di Amasi Damiani) (Durium, LD A 7717)
- 1971 - Cristy - Principe azzurro / Una pistola in vendita (sigla dell'omonimo sceneggiato televisivo trasmesso dalla Rai Tv, per la regia di Vittorio Cottafavi) (First, FR 5014)
- 1971 - I Cugini di Campagna - La ragazza italiana (Pull, ZL 50176)
- 1971 - Elisio - Vola leggero / Come sei bella (Pull, ZL 50191)
- 1972 - Luciano Simoncini - Milioni di persone / Sotto il platano verde alle tre (UniFunk, AR 03019)
- 1972 - Giorgio Fornara - Sotto il platano verde alle tre (UniFunk, A.R. 02110)
- 1972 - Mino Reitano -Era un giorno qualunque (Durium, Ld A 7775)
- 1973 - I Cugini di Campagna - La Storia Della Mia Vita (Pull, QLP 103 - Pull QLP 109)
- 1973 - Baby Regina - Credi, credi, credi / Una piccola poesia (King, NSP 56141)
- 1974 - I Mescaleros con l'Orchestra di Renato Serio - Pasqualino Cammarata Capitano Di Fregata (colonna sonora originale del film omonimo di Mario Amendola) (Duse Record, Beat Records Company, BTF086)
- 1975 - Elisio - Torno a volare (Jolly, J 20485)
- 1975 - Tony Del Monaco - Negli occhi nel cuore nell'anima (Fonit Cetra, SP 1585)
- 1975 - Giancarlo Guardabassi - Forza Perugia!!! (Inno ufficiale del Perugia Calcio nella stagione calcistica 1975/'76) / Piazza IV Novembre (CP Records, CP 0023)
- 1976 - Piero Aloise - Com'eri bella (Columbia, 3C 006 18213)
- 1978 - Coro di voci bianche di Paolo Lucci - La Carica delle Patate (tratto dalla colonna sonora originale del film 'La carica delle patate' di Walter Santesso) (Duse Record, Beat Records Company, BTF 112)

## Programmi radiofonici nazionali

### Conduttore
- 1967/1968: Gli amici della settimana - conduzione alternata di Renzo Nissim, Adriano Mazzoletti, Renzo Arbore, Giuliana Calandra, Giancarlo Guardabassi, regia di Maurizio Costanzo (Rai Radio 2)
- 1968/1969: Countdown - conduzione Giancarlo Guardabassi e Anna Carini (Rai Radio 1)
- 1969: Scrivete le parole - conduzione Gianni Meccia e Giancarlo Guardabassi (Rai Radio 1)
- 1970: Il Mattiniere - conduzione Giancarlo Guardabassi, Federica Taddei e Adriano Mazzoletti
- 1970/1971: Hit Parade - conduzione Giancarlo Guardabassi (Radio Rai 1)
- 1973/1976: Dischi caldi - conduzione Giancarlo Guardabassi, regia Enzo Lamioni (Radio Rai 1)
- 1976: Festival di Sanremo - autore Vittorio Salvetti, regia Enrico Moscatelli, conduzione Giancarlo Guardabassi (2 puntate Rai Radio 2)
- 1978: Discosfida - conduzione Giancarlo Guardabassi (Radio Rai 1)

## Programmi televisivi nazionali

### Autore
- 1971: Su di giri - autori Silvano Ambrogi, Mario Barletta e Giancarlo Guardabassi, regia Lino Procacci, conduzione Enzo Cerusico, Carla Brait, Giuditta Saltarini e Luisa De Santis (2 puntate Rai Secondo Canale, 5/9/1971 e 19/9/1971)
- 1971: Ma l'amore sì - autori Maurizio Corgnati e Giancarlo Guardabassi, regia di Maurizio Corgnati, conduzione Gigliola Cinquetti (1 puntata Rai Secondo Canale, 9/9/1971)
- 1972: Dedicato a Paola - autore Giancarlo Guardabassi, regia Antonio Moretti, conduzione Paola Musiani, Enzo Cerusico, Bobby Solo, Tina Louise e Gianfranco Funari (1 puntata Rai Rete Nazionale, 27/4/1972)
- 1972: Una canzone e un sorriso - autore Giancarlo Guardabassi, regia Antonio Moretti, conduzione Romina Power, Gianfranco Funari, Al Bano e Antoine (1 puntata Rai Rete Nazionale, 4/5/1972)
- 1972: Teatro 11[10] - autori Giancarlo Guardabassi e Riccardo Pazzaglia, regia Enzo Trapani, conduzione Franco Franchi, Loretta Goggi, Anita Ekberg, Rosanna Fratello e Alberto Lupo (1 puntata Rai Secondo Canale, 18/11/1972)
- 1972: Tutto è pop[11] - autore Giancarlo Guardabassi, regia Antonio Moretti, conduzione Vittorio Salvetti (7 puntate Rai Rete Nazionale, dal 3/8/1972 al 20/9/1972)
- 1972: Gli amici del Teatro 10 - autore Giancarlo Guardabassi, regia Giancarlo Guardabassi, conduzione Alberto Lupo e Maria Giovanna Elmi (2 puntate Rai Secondo Canale, 12/12/1972 - 19/12/1972)
- 1974: Questa sera un fiore - autore Giancarlo Guardabassi, regia Eugenio Giacobino, conduzione Enrico Simonetti e Roberta Paladini (1 puntata Rete Nazionale, 25/12/1974)
- 1975: Musica in libertà - autori Giancarlo Guardabassi e Enzo Trapani, regia Enzo Trapani, conduzione Franco Cerri, Stefano Cerri e Renato Sellani,  (3 puntate Rai Secondo Canale, dal 4/5/1975 al 18/5/1975)
- 1976: Canti popolari italiani - autore Giancarlo Guardabassi, regia Enzo Trapani, conduzione Elena Calivà, Antonio Dimitri, Duo di Piadena, Fausto Cigliano, Mario Gangi, Sergio Centi e Caterina Bueno (5 puntate Rete 1, dal 30/7/1976 al 27/8/1976)
- 1978: I vicini di casa - autore Giancarlo Guardabassi (1 puntata Rete 1, 10/2/1978)

### Conduttore
- 1976: Festival di Sanremo - autore Vittorio Salvetti, regia Enrico Moscatelli, conduzione Giancarlo Guardabassi (1 puntata Rai Rete Nazionale, 20/2/1976)
- 1978: Concertino a Castrocaro 1978 - regia Eugenio Giacobino, conduzione La Bottega dell'Arte, Pino Daniele, Barbara Marchand, Giancarlo Guardabassi (1 puntata Tv1, 20/6/1978)